# JR貨物U30B形コンテナ
U30B形コンテナ（U30Bがたコンテナ）は、1988年度に登場した、日本貨物鉄道（JR貨物）輸送用として籍を編入している20ft級・標準内容積30m3の航送用私有コンテナ（ドライコンテナ）である。

## 概要
本形式の数字部位 「 30 」は、コンテナの容積を元に決定される。このコンテナ容積30 m3の算出は、厳密には端数四捨五入計算の為に、内容積29.5 m3 - 30.4 m3の間に属するコンテナが対象となる。また形式末尾のアルファベット一桁部位「B」は、コンテナの使用用途（主たる目的）が「航送用」を表す記号として付与されている。

## 特記事項
日本国有鉄道時代に運用されていたUC7形の後継形式として全国的に使用されている。

## 番台毎の概要

### 0番台
- 1 - 6 : 西濃運輸所有。総重量11.5t。

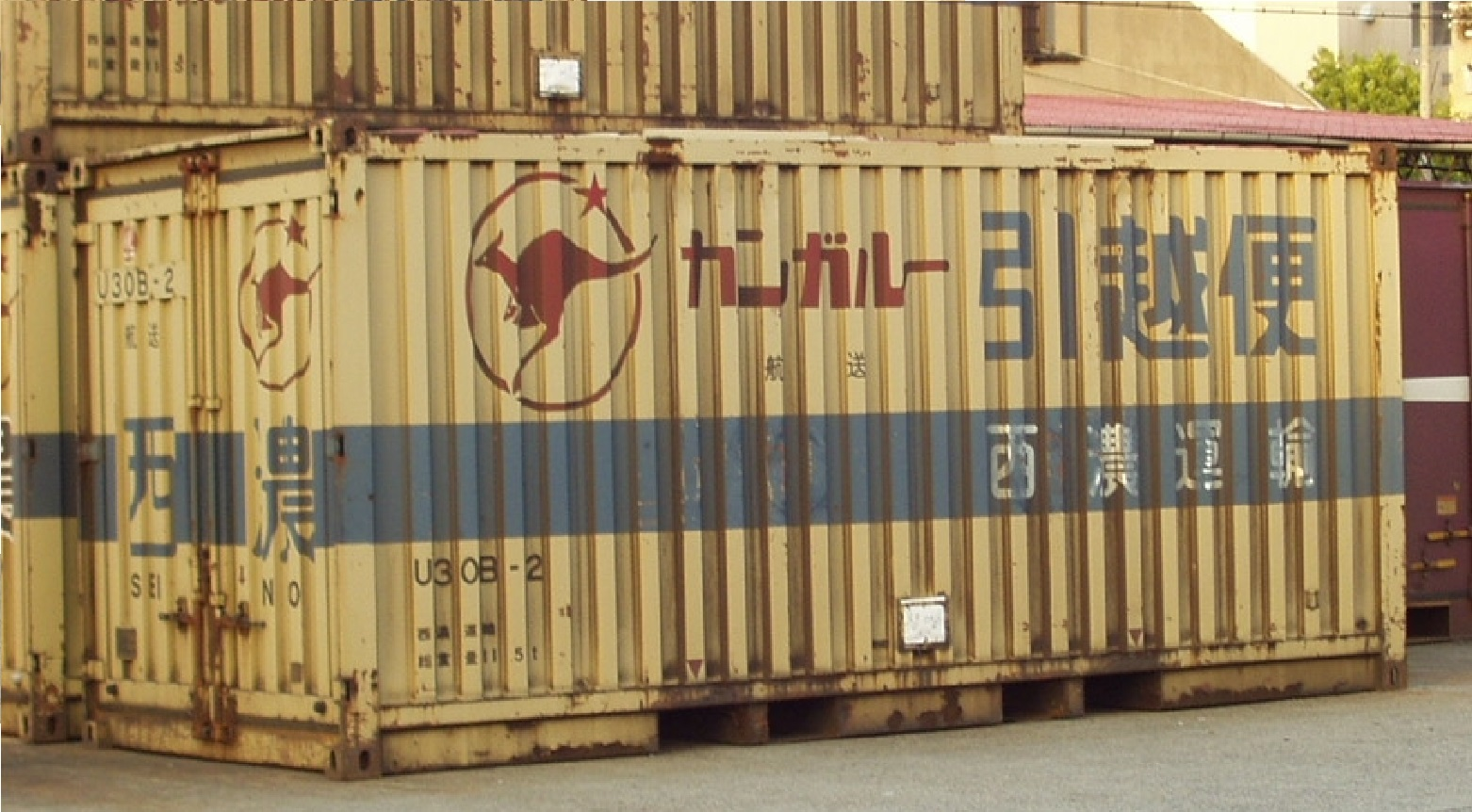
U30B-2 西濃運輸所有。

- 7 - 9 : （不明）
- 10・11 : 西濃運輸所有。総重量11.5t。
- 12 - 15 : （不明）
- 16・17 : 西濃運輸所有。総重量11.5t。
- 18 - 20 : （不明）
- 21 - 23 : 西濃運輸所有。総重量11.5t。
- 24 - 30 : （不明）
- 31 : 西濃運輸所有。総重量11.5t。
- 32 - 34 : （不明）
- 35 - 37 : 西濃運輸所有。総重量11.5t。
- 38 - 41 : （不明）
- 42・43 : 西濃運輸所有。総重量11.5t。
- 44 - 46 : （不明）
- 47 - 53 : 西濃運輸所有。総重量11.5t。
- 54 - 57 : （不明）
- 58 - 60 : 西濃運輸所有。総重量11.5t。
- 61 - 65 : （不明）
- 66 - 70 : 西濃運輸所有。総重量11.5t。
- 71 - 76 : （不明）
- 77・78 : 西濃運輸所有。総重量11.5t。
- 79・80 : （不明）
- 81 - 83 : 西濃運輸所有。総重量11.5t。
- 84 - 90 : （不明）
- 91 - 93 : 西濃運輸所有。総重量11.5t。
- 94 - 96 - （不明）
- 97 - 99 : 西濃運輸所有。総重量11.5t。
- 100 - 108 - （不明）
- 109 : 西濃運輸所有。総重量11.5t。
- 110・111 : （不明）
- 112 - 116 : 西濃運輸所有。総重量11.5t。
- 117 - 121 : （不明）
- 122 - 131 : 西濃運輸所有。総重量11.5t。

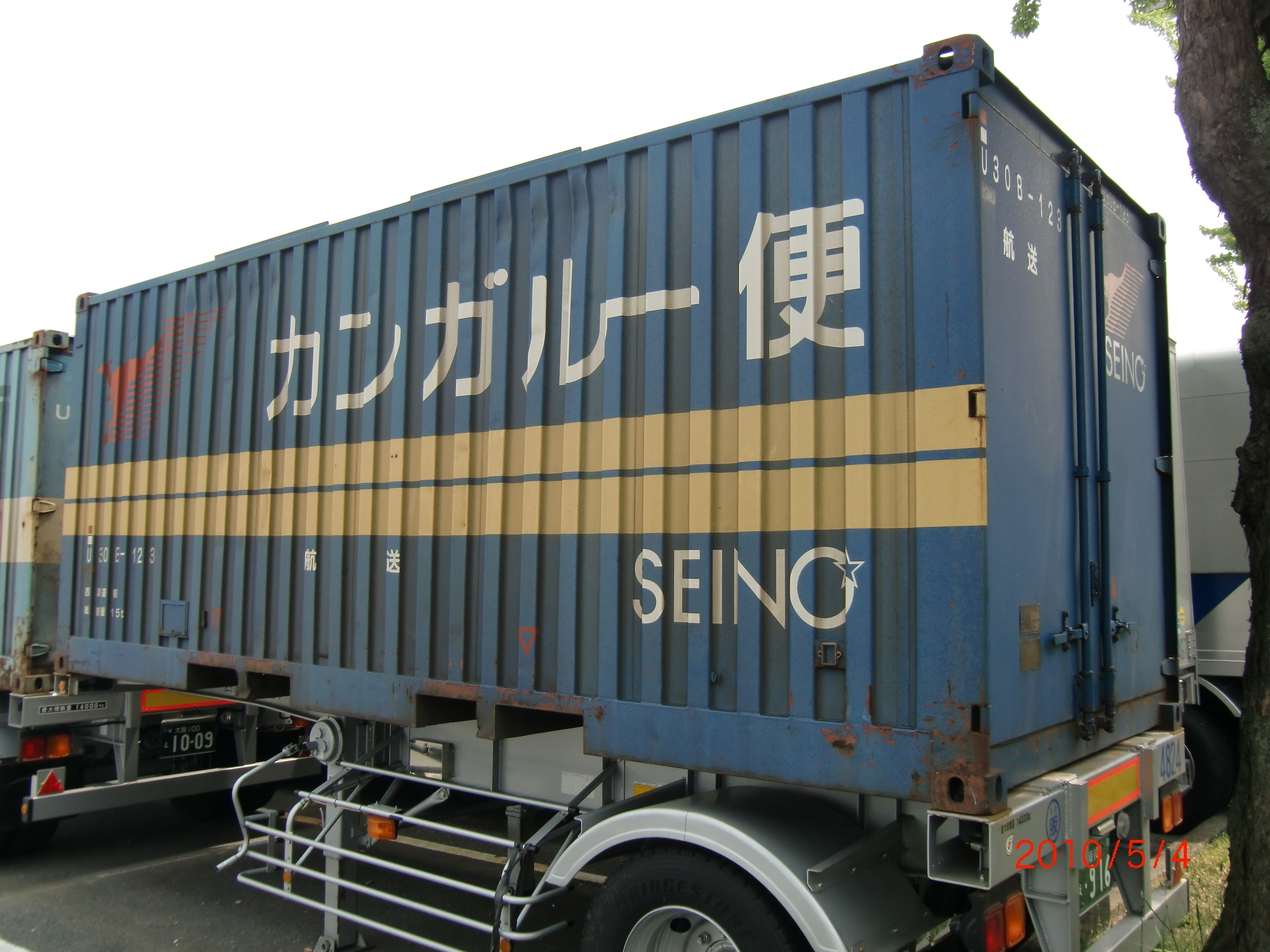
U30B-123 西濃運輸所有。

- 132・133 : （不明）
- 134 - 136 : 西濃運輸所有。総重量11.5t。
- 137 - 146 : （不明）
- 147 : 西濃運輸所有。総重量11.5t。
- 148 - 150 : （不明）
- 151 - 155 : 西濃運輸所有。総重量11.5t。
- 156 - 160 : 日本通運下関支店所有。総重量10t。

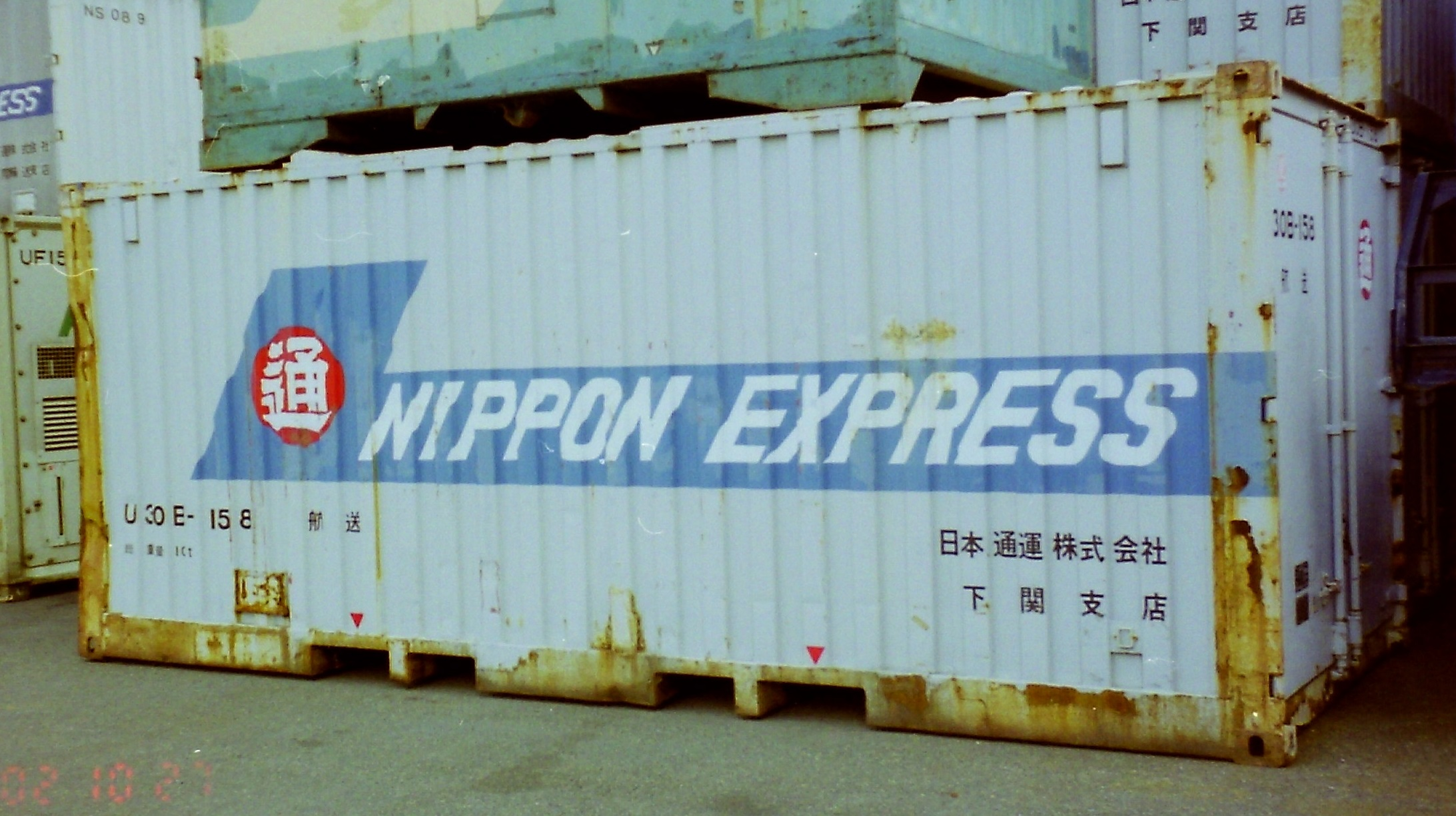
U30B-158 日本通運下関支店所有。 ※日韓航路輸送用。

- 161・162 : （不明）
- 163・164 : 日本通運下関支店所有。総重量10t。
- 165 : （不明）
- 166 - 172 : 日本通運下関支店所有。総重量10t。
- 173 : （不明）
- 174 : 日本通運下関支店所有。総重量10t。
- 175 : （不明）
- 176 - 179 : 西濃運輸所有。総重量11.5t。
- 180・181 : （不明）
- 182 - 184 : 西濃運輸所有。総重量11.5t。

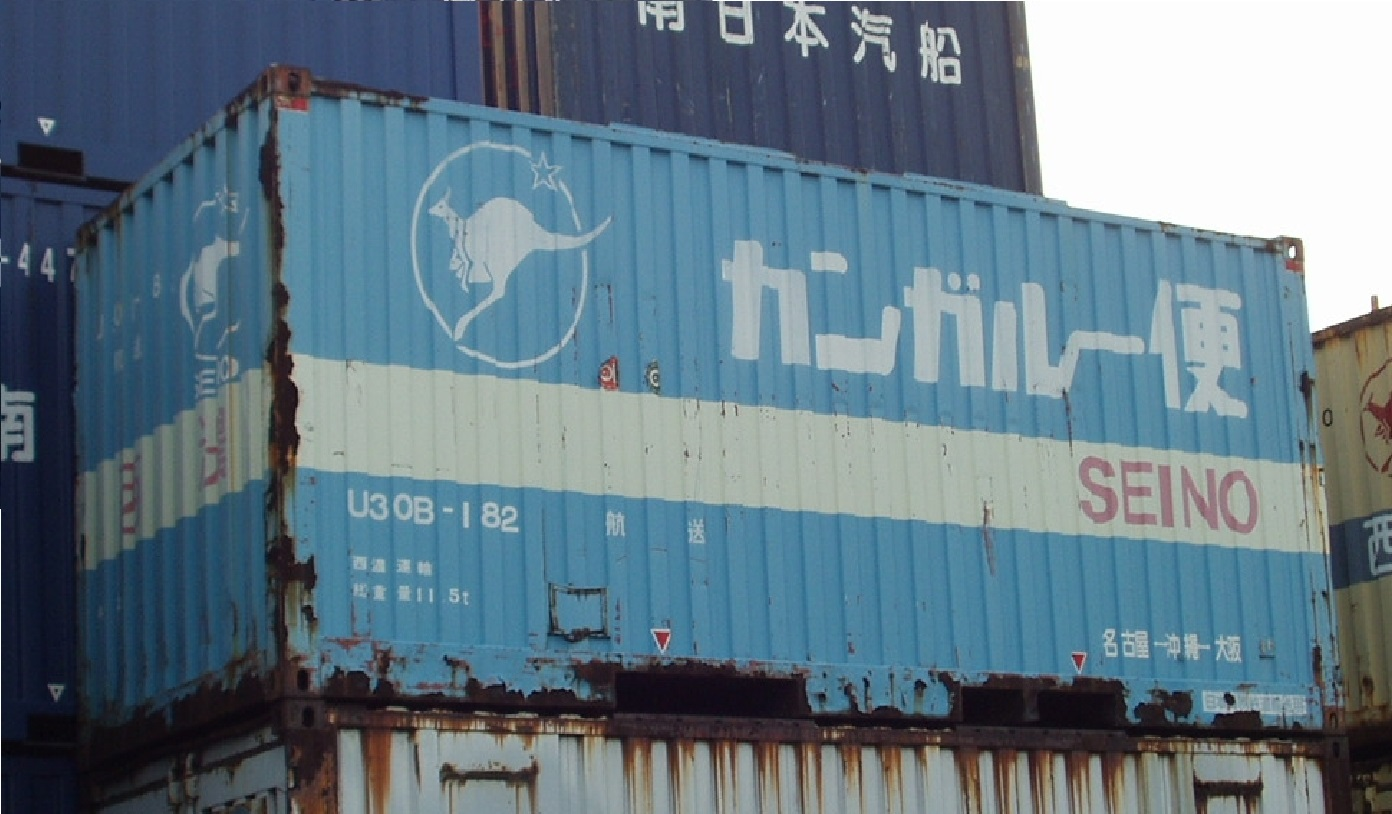
U30B-182 西濃運輸所有。 ※沖縄航路輸送用。

- 185 - 189 - （不明）
- 190 - 193 : 西濃運輸所有。総重量11.5t。
- 194 - 197 : （不明）
- 198 : 西濃運輸所有。総重量11.5t。
- 199 - 207 : （不明）
- 208 : 西濃運輸所有。総重量11.5t。
- 209 - 211 : （不明）
- 212・213 : 西濃運輸所有。総重量11.5t。
- 214・215 : （不明）
- 216・217 : 西濃運輸所有。総重量11.5t。
- 218・219 : （不明）
- 220 : 西濃運輸所有。総重量11.5t。
- 221・222 : （不明）
- 223 - 228 : 西濃運輸所有。総重量11.5t。
- 229・230 : （不明）
- 231 - 234 : 西濃運輸所有。総重量11.5t。
- 235・236 : （不明）
- 237 : 西濃運輸所有。総重量11.5t。
- 238・239 : （不明）
- 240・241 : 西濃運輸所有。総重量11.5t。
- 242 - 247 : （不明）
- 248 : 西濃運輸所有。総重量11.5t。
- 249 - 251 : （不明）
- 252 - 254 : 西濃運輸所有。総重量11.5t。
- 255 - 258 : （不明）
- 259 - 262 : 西濃運輸所有。総重量11.5t。
- 263 - 265 : （不明）
- 266 : 西濃運輸所有。総重量11.5t。
- 267 - 270 : （不明）
- 271 - 280 : 関東西濃所有。総重量11.5t。
- 281 - 286 : （不明）
- 287 - 291 : 西濃運輸所有。総重量11.5t。
- 292 - 295 : （不明）
- 296 - 298 : 西濃運輸所有。総重量11.5t。
- 299 - 302 : （不明）
- 303・304 : 西濃運輸所有。総重量11.5t。
- 305 - 313 : （不明）
- 314 : 西濃運輸所有。総重量11.5t。
- 315 - 321 : （不明）
- 322 : 西濃運輸所有。総重量11.5t。
- 323 - 326 : （不明）
- 327 - 32 : 西濃運輸所有。総重量11.5t。
- 330 - 334 : （不明）
- 335 - 341 : 西濃運輸所有。総重量11.5t。

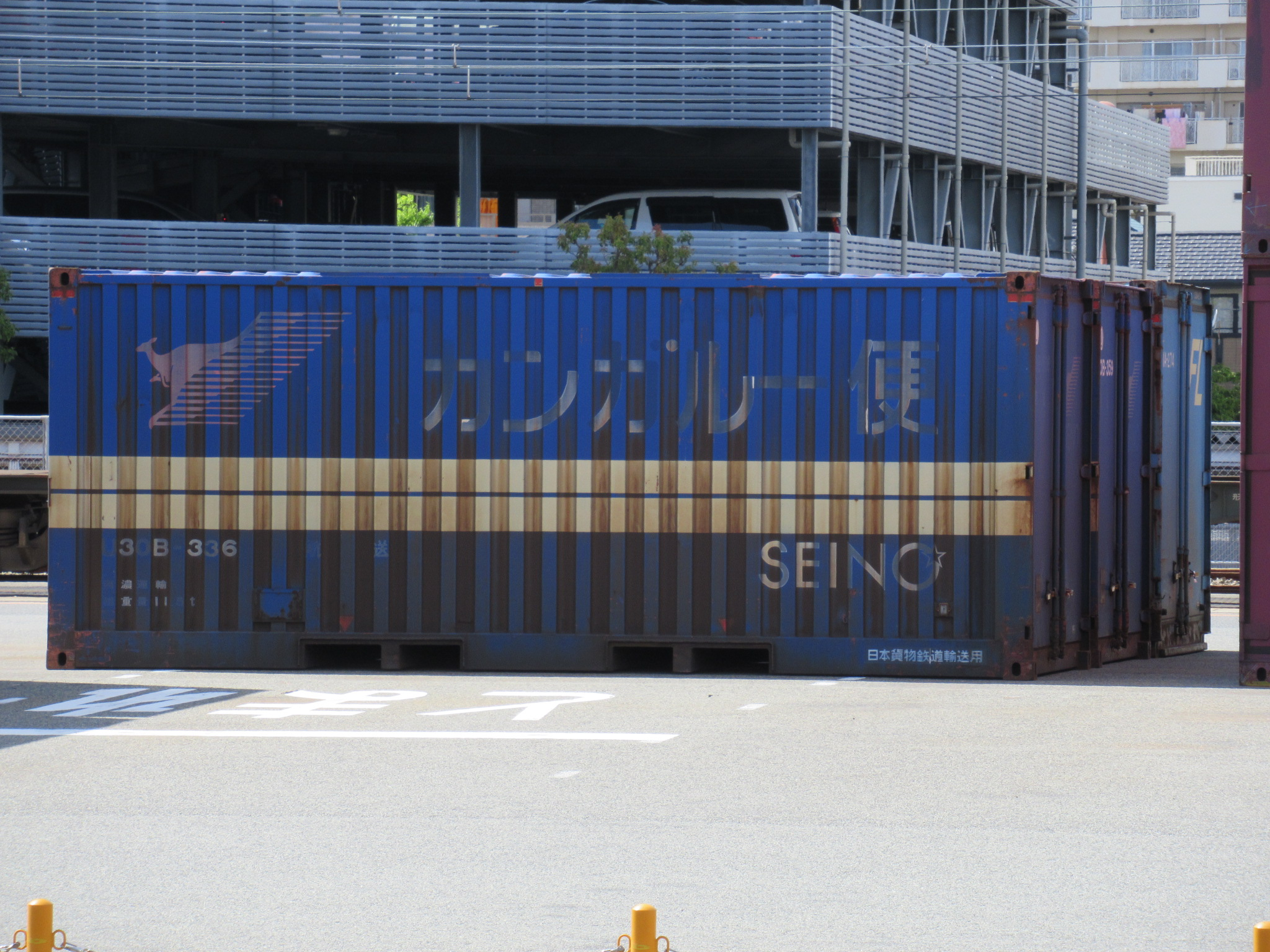
U30B-336 西濃運輸所有。

- 342・343 : （不明）
- 344 - 346 : 西濃運輸所有。総重量11.5t。
- 347 - 350 : （不明）
- 351 : 西濃運輸所有。総重量11.5t。
- 352 - 358 : （不明）
- 359 - 364 : 西濃運輸所有。総重量11.5t。
- 365 - 367 : （不明）
- 368 - 371 : 西濃運輸所有。総重量11.5t。
- 372・373 : （不明）
- 374 - 380 : 西濃運輸所有。総重量11.5t。